# Yabea
- Commons
- Wikispecies

Yabea é um género botânico pertencente à família Apiaceae.